# Alexis André (sculpteur)
 (mai 2016).
Si vous disposez d'ouvrages ou d'articles de référence ou si vous connaissez des sites web de qualité traitant du thème abordé ici, merci de compléter l'article en donnant les références utiles à sa vérifiabilité et en les liant à la section « Notes et références ».
Pour les articles homonymes, voir André et Alexis André (homonymie).
Alexis André, pseudonyme d’Alexis André Desclos, est un sculpteur français né à Paris le 23 septembre 1858 et mort dans la même ville, dans le 14e arrondissement, le 29 septembre 1935.

## Biographie
Alexis André fait ses études à l’École nationale supérieure des beaux-arts de Paris, où il est successivement élève des sculpteurs Antonin Mercié, Jules Cavelier, Louis Léopold Chambard pour la sculpture, et du peintre et illustrateur Alfred Lavidière pour le dessin. Par ailleurs, il fréquente les ateliers des sculpteurs Jules Dalou et Eugène Guillaume, et occasionnellement ceux d'Auguste Rodin et d'Antoine Bourdelle.
Alexis André débute au Salon des artistes français de 1885 avec une statue de Panurge. L'année suivante, il expose La Fable des comédiens et une tête de Rieur, un marbre dont le baron Alphonse de Rothschild se rend acquéreur. Puis le portrait l'attire et il exécute une série de bustes. Membre de la Société des artistes français, il expose aussi au Salon des Cent.

### Œuvres

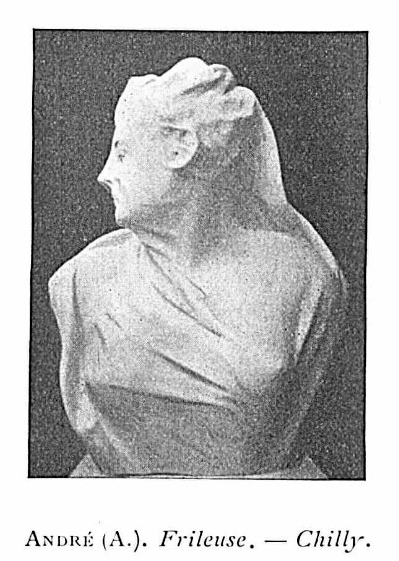
presenté au salon 1903.

- le musée La Cohue de Vannes , possède 2 bustes de Desclos.